# آلفردو سادل
آلفردو سادل (به اسپانیایی: Alfredo Sadel) (۲۲ فوریه ۱۹۳۰ در کاراکاس – ۲۸ ژوئن ۱۹۸۹ در کاراکاس) یکی از خوانندگان و بازیگران محبوب در کشور ونزوئلا بود.

## زندگی‌نامه
وی با نام مانوئل آلفردو سانچز لونا (به اسپانیایی: Manuel Alfredo Sánchez Luna) در شهر کاراکاس، پایتخت ونزوئلا، زاده شد. والدین او منوئل سانچز بنیتس و لوئیسا آملیا لوونا نام داشتند.
از اوایل دوران کودکی خود علاقه‌مند به موسیقی و شرکت در مراسم‌های کلیسای محلی بود. اولین آلبوم او «آوه ماریا» در کلیسای جامع کاراکاس، مخاطبانش را تحت تأثیر قرار داد.
او به علت مشکلات مالی خانواده، تا سن چهارده سالگی به مدرسه “Colegio Domingo Savio” در لاس تکوس می‌رفت. سالسیان، کشیش و نوازنده، آموزش‌های ابتدایی موسیقی را به آلفردو آموخت.
در آن زمان، آلفردو شهرتی در صنعت موسیقی پیدا کرد، دو معلم حرفه‌ای او به نام‌های Alci و Alex Sánchez بودند. او تصمیم گرفت نامش را عوض کند و ادغامی از نام خانوادگی این دو را به عنوان فامیلی خود انتخاب کرد.

## کار حرفه‌ای
آلفردو سادل در ونزوئلا محبوبیت به دست آورد و نام مستعار "The Favorite Tenor of Venezuela" را به او اختصاص داده‌اند.
بسیاری از شرکت‌های مختلف از کار او حمایت کردند که اولین آن‌ها "Escuela Superior de Musicala de Caracas" بود و در بسیاری از کشورهای مختلف مانند مکزیکو سیتی، نیویورک، بوئنوس آیرس، بارسلون، زالتسبورگ و میلان حامیانی یافت.
در سال ۱۹۴۸، نخستین آلبوم موسیقی خود را در ونزوئلا با نام “Diamante Negro” منتشر کرد که فروش خوبی داشت پس از آن آلفردو بر موسیقی‌های مختلفی، من جمله اپرای ایتالیایی تحقیق کرد و آلبوم‌های بعدی خود را ساخت.

## بیماری و درگذشت
سادل در شهر کاراکاس و در سن ۵۹ سالگی درگذشت.